# Stupidogobius flavipinnis
Stupidogobius flavipinnis é uma espécie de peixe da família Gobiidae.
É endémica da Indonésia.